# 1867 في اليابان
فيما يلي قوائم الأحداث التي وقعت خلال عام 1867 في اليابان.

## سياسة

### تعيين في المنصب
- 3 فبراير – الإمبراطور ميجي إمبراطور اليابان.

### انتهاء فترة المنصب
- 30 يناير – الإمبراطور كوميه إمبراطور اليابان.

## مواليد

### فبراير
- 9 فبراير – ناتسومي سوسيكي

### مارس
- 19 مارس – ساكيشي تويودا

### يوليو
- 23 يوليو – كودا روهان

### سبتمبر
- 17 سبتمبر – ماساوكا شيكي
- 28 سبتمبر – هيرانوما كيتشيرو سياسي ياباني.

## وفيات

### يناير
- 30 يناير – الإمبراطور كوميه (مواليد 1831)

### ديسمبر
- 10 ديسمبر – ساكاموتو ريوما (مواليد 1836)